# (8213) 1995 FE
1995 أف إي (ويعرف أيضًا باسم (8213) 1995 أف إي وفق تسمية الكوكب الصغير) (بالإنجليزية: 1995 FE)‏ هو كويكب ضمن حزام الكويكبات؛ وترتيبه 8213 من حيث الاكتشاف.
اكتُشف هذا الجُرم الفلكي بواسطة Yoshisada Shimizu ‏ في 26 مارس 1995.

## وصلات خارجية
- (8213) 1995 FE في قاعدة بيانات مختبر الدفع النفاث لأجرام النظام الشمسي الصغيرة

- الاكتشاف · مخطط المدار ·  العناصر المدارية · المعلمات المادية

- (8213) 1995 FE على موقع ويكي سكاي: DSS2, SDSS, GALEX, IRAS, Hydrogen α, X-Ray, Astrophoto, Sky Map, Articles and images